# Мехонцев, Егор Леонидович
Его́р Леони́дович Мехо́нцев (род. 14 ноября 1984 года, Асбест, Свердловская область, СССР) — российский боксёр-профессионал, выступающий в полутяжелой весовой категории, олимпийский чемпион 2012 года, чемпион мира 2009 года, двукратный чемпион Европы 2008 и 2010 годов. На летних Олимпийских играх 2012 года стал единственным российским боксёром-мужчиной, вышедшим в финал и единственным боксёром, выигравшим золото.

## Биография
Боксом занимается с 11 лет. Выступает за «Динамо». Тренируется под руководством отца Леонида Мехонцева.
Начал взрослую любительскую карьеру в категории до 81 кг, затем перешёл в категорию до 91 кг, но в 2011 году вернулся в категорию до 81 кг, в которой и отобрался на летнюю Олимпиаду 2012 года в Лондоне, где выиграл золото.
Профессиональные достижения:
- 2002 — Победитель первенства России среди юниоров (до 75 кг).
- 2003 — Победитель первенства Европы среди юниоров (до 75 кг).
- 2004 — Финалист чемпионата России (до 81 кг).
- 2005 — Серебряный призёр чемпионата России (до 81 кг).
- 2006 — Бронзовый призёр чемпионата России (до 81 кг).
- 2007 — Бронзовый призёр чемпионата России (до 81 кг).
- 2008 — Победитель чемпионата России (до 91 кг), Победитель чемпионата Европы (до 91 кг).
- 2009 — Победитель «Турнира сильнейших боксеров России»
- 2010 — Победитель чемпионата Европы в Москве
- 2011 — Бронза чемпионата Мира в Баку
- 2012 — Олимпийский чемпион в весовой категории до 81 кг.

Переломным в карьере Мехонцева стал 2008 год. В первой половине 2008 года он был выведен из состава сборной России при главном тренере Лебзяке. Мехонцев попытался в тот момент перейти в профессионалы, но не смог заключить контракт по причине отсутствия удовлетворявших его предложений промоутеров. После Олимпиады в Пекине (2008 год) произошло сразу несколько событий. Спортобщество «Динамо» предложило Мехонцеву перейти в весовую категорию до 91 кг и выступить в ней на чемпионате России, так как категорию до 81 кг это спортобщество зарезервировало за Артуром Бетербиевым. При этом Бетербиев не участвовал ни в чемпионате России 2008 года, ни в чемпионате Европы 2008 года, отдыхая после пекинской Олимпиады. Мехонцев легко выиграл все бои чемпионата России (проходившего 4 — 12 октября 2008 года) в новой для себя весовой категории (14:1 у Павла Никитаева, 17:4 у Антона Кудинова, 15:3 у Сергея Калчугина, 15:3 у Мусалчи Магомедова и 19:5 у Евгения Романова) и впервые стал чемпионом России среди взрослых. Второе событие состояло в том, что после Олимпиады главным тренером сборной России вновь стал Хромов. Он вернул Мехонцева в состав сборной и включил в состав команды на чемпионат Европы. Но Хромову тут не надо было делать многого, так как единственный потенциальный конкурент Мехонцева за место в команде победитель Олимпиады в этом весе (до 91 кг) Рахим Чахкиев взял время на отдых и размышление (и решил в итоге перейти в профессионалы) (это третье событие). На чемпионате Европы, проходившем 6 — 15 ноября 2008 года в Ливерпуле, Мехонцев снова легко выиграл все бои: за явным преимуществом в 4 раунде у македонца Наси Хани, 12:1 у шотландца Стефена Симмонса, 5:2 у румына Петрисора Гананау и 9:2 у Цолака Ананикяна из Армении.
В критический для Егора момент (в 2008 году) некоторые эксперты называли Мехонцева лучшим боксёром-любителем России. Последующее четырёхлетие подтвердило их мнение: Мехонцев стал единственным российским боксёром, выигравшим Олимпиаду 2012 года, один раз стал чемпионом мира (такого же результата добились Артур Бетербиев и Миша Алоян), два раза стал чемпионом Европы, чего за это время не сумел добиться ни один другой российский боксёр, и три раза стал чемпионом России, чего смогли добиться ещё только Миша Алоян и Александр Соляников.
В сентябре 2009 года выиграл золото чемпионата мира, который проходил в Милане. В финале турнира весовой категории до 91 кг победил бронзового призёра Олимпийских игр 2008 года кубинца Осмая Акосту со счётом 12:2.
В финале Олимпиады 2012 года завершил бой против вице-чемпиона мира 2011 года казаха Адильбека Ниязымбетова с равным счётом 15:15 (3:4 5:4 7:7 по раундам), но решением судей выиграл золото.

## Профессиональная карьера
В 2013 году Мехонцев перешёл в профессионалы, подписав контракт с промоутерской компанией Top Rank.

### Таблица боёв
В таблице перечислены результаты всех поединков боксёров.
В каждой строке указан результат поединка. Дополнительно номер поединка обозначен цветом, который обозначает итог поединка. Расшифровка обозначений и цветов представлена в нижеследующей таблице.
| Пример | Расшифровка                     |
| ------ | ------------------------------- |
|        | Победа                          |
|        | Ничья                           |
|        | Поражение                       |
|        | Планируемый поединок            |
|        | Поединок признан несостоявшимся |
| КО     | Нокаут                          |
| ТКО    | Технический нокаут              |
| PTS    | Решение судей (по очкам)        |
| UD     | Единогласное решение судей      |
| MD     | Решение большинства судей       |
| SD     | Раздельное решение судей        |
| RTD    | Отказ от продолжения боя        |
| DQ     | Дисквалификация                 |
| NC     | Поединок признан несостоявшимся |

| Результат | Дата             | Соперник                          | Место боя     | Подробности     | Рейтинг Boxrec после боя | Комментарии                                                        |
| --------- | ---------------- | --------------------------------- | ------------- | --------------- | ------------------------ | ------------------------------------------------------------------ |
| 13-0-1    | 22 июля 2017     | Гусмыр Пердомо (24-7-0)           | Москва        | MD (8)          | 39 (из 1081)             |                                                                    |
| 12-0-1    | 6 августа 2016   | Александр Джонсон (16-4-0)        | Тусон         | MD (8)          | 49 (из 1162)             | 78-74, 76-76 и 76-76.                                              |
| 12-0      | 2 апреля 2016    | Виктор Барраган (12-9-1)          | Лос-Анджелес  | KO 5 (8), 2:53  | 23 (из 1163)             | Барраган дважды в нокдауне во 2 раунде, в нокдауне в 3 и 5 раундах |
| 11-0      | 30 января 2016   | Фелипе Ромеро (19-10-1)           | Бербанк       | UD (8)          | 28 (из 1099)             | 80-70, 80-70 и 80-70.                                              |
| 10-0      | 11 сентября 2015 | Джексон Джуниор (18-3-0)          | Лас-Вегас     | UD (8)          |                          | 77-73, 77-74 и 77-74.                                              |
| 9-0       | 1 мая 2015       | Хаким Зулиха (21-5-0)             | Лас-Вегас     | UD (8)          | 30 (из 1020)             | 80-72, 80-72, 80-72.                                               |
| 8-0       | 14 марта 2015    | Марсело Леандро Да Силва (21-4-0) | Глендейл      | TKO 1 (8), 0:31 | 31 (из 1001)             |                                                                    |
| 7-0       | 28 ноября 2014   | Джоуи Вегас (17-9-1)              | Москва        | UD (8)          | 35 (из 999)              | 80-73, 80-72, 80-72.                                               |
| 6-0       | 8 ноября 2014    | Жиннер Герреро (7-2-0)            | Фарр          | KO 2 (8), 2:22  | 52 (из 996)              |                                                                    |
| 5-0       | 6 сентября 2014  | Самюэль Миллер (28-8-0)           | Ларедо        | TKO 3 (8), 2:11 | 75 (из 1011)             |                                                                    |
| 4-0       | 19 июля 2014     | Майк Мирафуэнте (2-0-0)           | Макао         | RTD 3 (6), 3:00 | 138 (из 1002)            | Мирафуэнте в нокдауне в 3 раунде                                   |
| 3-0       | 11 апреля 2014   | Дуэйн Уильямс (5-1-0)             | Лас-Вегас     | TKO 3 (6), 1:34 |                          | Уильямс в нокдауне во 2 и 3 раундах                                |
| 2-0       | 22 февраля 2014  | Аттапорн Харитрам (4-0)           | Макао         | TKO 2 (6), 2:19 | 510 (из 980)             | Харитрам в нокдауне во 2 раунде                                    |
| 1-0       | 7 декабря 2013   | Пи Джей Кахагас (0-2-1)           | Атлантик-Сити | TKO 3 (4), 2:35 |                          | Профессиональный дебют в полутяжёлом весе                          |

## Награды
- Орден Дружбы (13 августа 2012 года) — за большой вклад в развитие физической культуры и спорта, высокие спортивные достижения на Играх XXX Олимпиады 2012 года в городе Лондоне (Великобритания)[4]
- Заслуженный мастер спорта России